# Богдашкін Віталій Алікович
Віталій Алікович Богдашкін (рос. Виталий Аликович Богдашкин; 22 січня 1987, м. Челябінськ, СРСР) — російський хокеїст, нападник. Виступає за «Сокіл» (Красноярськ) у Вищій хокейній лізі. 
Вихованець хокейної школи «Трактор» (Челябінськ). Виступав за: «Зауралля» (Курган), «Трактор» (Челябінськ), «Нафтовик» (Леніногорськ), «Кристал-Югра» (Бєлоярський), «Мечел» (Челябінськ), «Супутник» (Нижній Тагіл).